# Jumpertown
Jumpertown és una població dels Estats Units a l'estat de Mississipi. Segons el cens del 2000 tenia 404 habitants.

## Demografia
Segons el cens del 2000, Jumpertown tenia 404 habitants, 168 habitatges, i 119 famílies. La densitat de població era de 86,2 habitants per km².
Dels 168 habitatges en un 39,9% hi vivien nens de menys de 18 anys, en un 48,8% hi vivien parelles casades, en un 17,9% dones solteres, i en un 28,6% no eren unitats familiars. En el 27,4% dels habitatges hi vivien persones soles el 14,9% de les quals corresponia a persones de 65 anys o més que vivien soles. El nombre mitjà de persones vivint en cada habitatge era de 2,4 i el nombre mitjà de persones que vivien en cada família era de 2,92.
Per edats la població es repartia de la següent manera: un 28,5% tenia menys de 18 anys, un 8,9% entre 18 i 24, un 28,2% entre 25 i 44, un 22,8% de 45 a 60 i un 11,6% 65 anys o més.
L'edat mediana era de 33 anys. Per cada 100 dones de 18 o més anys hi havia 79,5 homes.
La renda mediana per habitatge era de 21.471 $ i la renda mediana per família de 25.000 $. Els homes tenien una renda mediana de 19.464 $ mentre que les dones 20.446 $. La renda per capita de la població era de 12.122 $. Entorn del 25,4% de les famílies i el 24,5% de la població estaven per davall del llindar de pobresa.

## Poblacions més properes
El següent diagrama mostra les poblacions més properes.